# Поповка (Ильинский район)
Поповка — деревня в Ильинском районе Ивановской области России. Входит в состав Исаевского сельского поселения.

## География
Деревня находится в западной части Ивановской области, в зоне хвойно-широколиственных лесов, при автодороге 24Н-129, на расстоянии примерно 13 километров (по прямой) к юго-западу от посёлка городского типа Ильинское-Хованское, административного центра района. Абсолютная высота — 144 метра над уровнем моря.

### Климат
Климат характеризуется как умеренно континентальный, с холодной многоснежной зимой и умеренно жарким летом. Среднегодовая температура воздуха — 3,1 °C. Средняя температура воздуха самого холодного месяца (января) — −11,7 °C (абсолютный минимум — −45 °C); самого тёплого месяца (июля) — 18,2 °C (абсолютный максимум — 38 °C). Период активной вегетации растений (со среднесуточный температурой более 10 °C) длится около 122 дней.

### Часовой пояс
Деревня Поповка, как и вся Ивановская область, находится в часовой зоне МСК (московское время). Смещение применяемого времени относительно UTC составляет +3:00.

## Население
| 2010 |
| ---- |
| 0    |

### Национальный состав
Согласно результатам переписи 2002 года в деревне проживал один житель русской национальности